# Operació Kenova
L'Operació Kenova és una investigació independent iniciada l'any 2016 sobre les activitats i presumptes delictes comesos per Stakeknife, un espia d'alt nivell que va treballar per la intel·ligència britànica dins de l'Exèrcit Republicà Irlandès Provisional (IRA) durant el conflicte nord-irlandès. Està liderada per Jon Boutcher, antic cap de la policia de Bedfordshire, i implica tant a les autoritats britàniques com a l'IRA.
Stakeknife és el nom en clau d'un agent que treballava per la Force Research Unit (FRU) de l'Exèrcit britànic, i que ha estat considerat com l'informador de més grau militar i importància infiltrat dins de l'IRA. Freddie Scappaticci va ser assenyalat, a partir de l'any 2003, com la identitat real de Stakeknife. Dins de l'IRA, Scappaticci liderava la unitat responsable d'identificar i interrogar els infilitrats i/o informadors que delataven l'activitat dels republicans a les forces policials britàniques, l'anomenada Nutting Squad. Així, sobre ell han recaigut acusacions de segrest, tortura i assassinat de diverses persones. Scappaticci, que va marxar d'Irlanda del Nord, sempre ha negat ser Stakeknife.
L'octubre de 2019, els responsables de la investigació van enviar fitxers de proves relacionades amb nombroses persones a la fiscalia nord-irlandesa (Public Prosecution Service for Northern Ireland, PPS). Un any més tard, la fiscalia va trobar insuficients les proves contra quatre dels investigats, incloent dos antics agents de l'MI5 i el propi Scappaticci.